# Karol V w fotelu

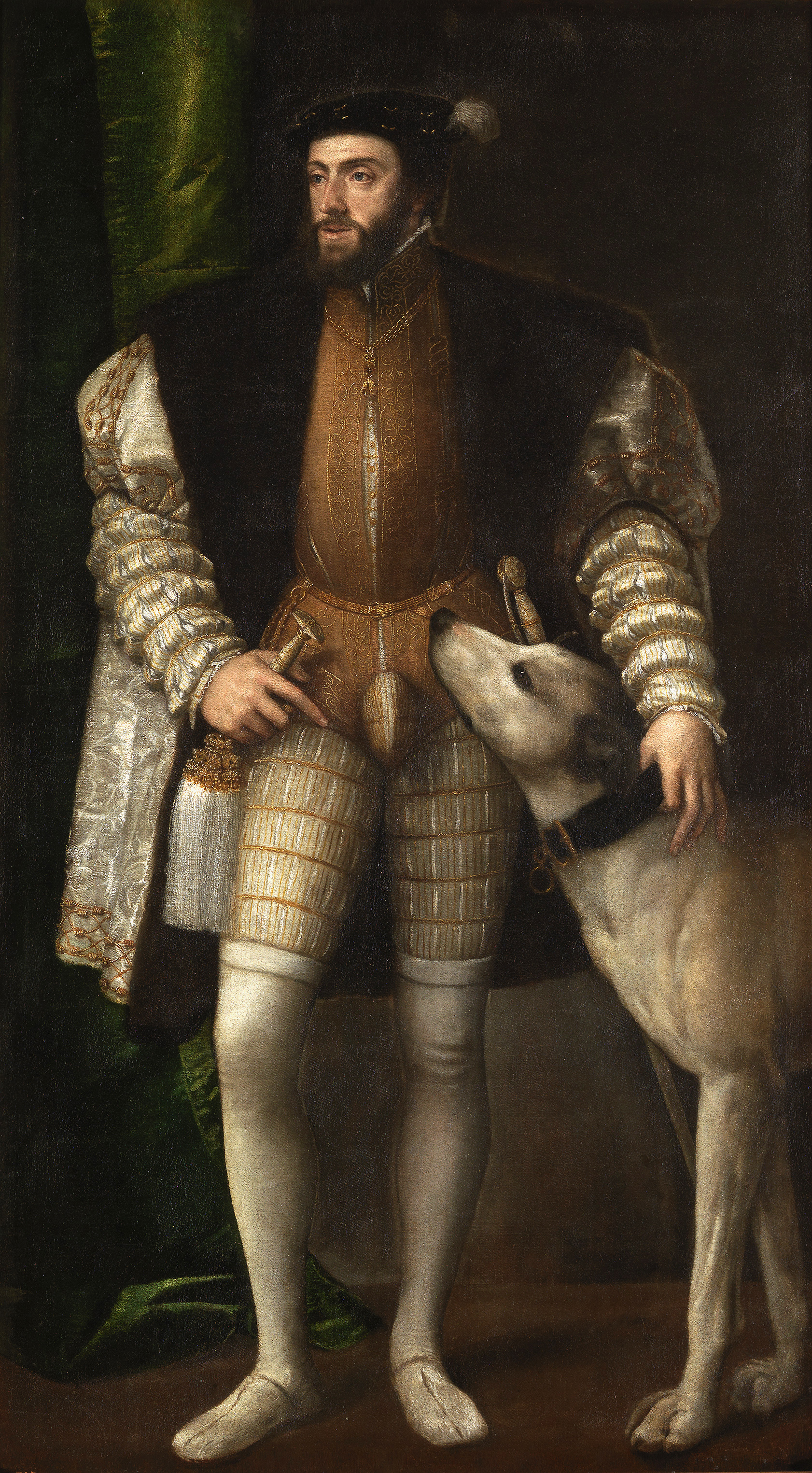
Portret Karola V z psem, Muzeum Prado

Karol V w fotelu – obraz portretowy renesansowego włoskiego malarza Tycjana.
Jeden z pierwszych portretów Karola V powstał już w 1533 roku. Był nim Karol V z psem, przechowywany dziś w muzeum w Prado a wzorowany na zaginionym obecnie obrazie Jakoba Seiseneggera. W tym samym roku Tycjan został nadwornym malarzem cesarza. W latach 1548 i 1550/1551 Tycjan przebywał na dworze cesarskim w Augsburgu. Wówczas powstało kilka portretów cesarza, z których do dziś zachowały się jedynie dwa: Karol V po bitwie pod Mühlbergiem i Karol V w fotelu.
Obraz przedstawia siedzącego cesarza w fotelu obitym purpurą na balkonie na tle zamglonego krajobrazu. Na jego szyi wisi łańcuch z symbolem Złotego Runa a u boku wisi szpada. Postać Karola została przedstawiona zupełnie odmiennie niż na poprzednich portretach. Nie widać tu wielkości władcy, heroizacji, lecz przedstawiona została postać intymna, zwykła. Widać tu starszego mężczyznę, zamyślonego, zmęczonego. Nasuwa się przypuszczenie, iż już wówczas władca myślał o porzuceniu władzy a z jego twarzy można odczytać zbliżający się koniec panowania cesarza. Taki sposób portretowania pochodził ze wzorców malarstwa północnego.
Przedstawienie przez Tycjana portretowanej figury w pozycji siedzącej jest nowością w sztuce. Władca nie stanowi centrum obrazu a jedynie zasłania jego część odsłaniając krajobraz, prawdopodobnie namalowany przez Lamberta Sustrisa. Zachodzące słońce dodatkowo nawiązuje do starości cesarza.
W XVII wieku portrety Tycjana podziwiał Rubens i namiętnie je kopiował, przyswajając sobie tycjanowski styl portretowania.